# Cornelius Hölk
Cornelius Hölk (* 22. November 1869 in Itzehoe; † 30. August 1944 in Marburg) war ein deutscher Klassischer Philologe und Gymnasiallehrer.

## Leben
Cornelius Hölk, der Sohn des Volksschullehrers Johann Hölk, besuchte das Königliche Gymnasium zu Glückstadt, wo ihn nach eigenem Zeugnis besonders die Lehrer Detlef Detlefsen (1833–1911) und Friedrich Reuter (1843–1923) prägten. Am 12. März 1889 legte Hölk die Reifeprüfung ab und begann zu Ostern sein Studium der Klassischen Philologie und Geschichte an den Universitäten Heidelberg (vier Semester), Leipzig (zwei Semester) und Kiel. Zu seinen akademischen Lehrern zählten in Kiel Ivo Bruns und Paul Cauer, in Heidelberg Erwin Rohde, von dem sich Hölk zu seiner Doktorarbeit über die Akusmata (Lehrsprüche) der Pythagoreer anregen ließ. Am 27. Februar 1894 wurde er in Kiel zum Dr. phil. promoviert, am 21. Juli 1894 legte er das Staatsexamen in den Fächern Latein, Griechisch und Geschichte ab.
Nach dem Studium diente Hölk als Einjährig-Freiwilliger (10. Oktober 1894 bis 10. Oktober 1895). Während seiner Dienstzeit wurde er am 30. März 1895 zum Gefreiten und am 23. September 1895 zum Unteroffizier befördert. Auch nach dem Ende seiner Dienstzeit nahm Hölk an militärischen Übungen teil, so dass er am 8. Mai 1897 zum Unterfeldwebel befördert wurde.
Zum 1. Oktober 1896 trat Hölk in den Vorbereitungsdienst für das höhere Lehramt ein. Das Seminarjahr absolvierte er am Königlichen Gymnasium zu Altona, das Probejahr ab dem 1. Oktober 1897 am Königlichen Gymnasium zu Rendsburg. Zum 1. Oktober 1898 wurde er als wissenschaftlicher Hilfslehrer am Gymnasium in Husum angestellt. Nach einem halben Jahr wechselte er an das Städtische und Realgymnasium in Düsseldorf, wo er nach einem Jahr (am 1. April 1900) zum Oberlehrer ernannt und fest angestellt wurde. In Düsseldorf trat er der von Kurt Kamlah gegründeten Literarischen Gesellschaft bei, in der er als Schatzmeister fungierte. Zum 1. April 1907 wechselte Hölk an das Steglitzer Gymnasium. Zum 1. Oktober 1909 wurde er zum Direktor des Lüneburger Johanneum ernannt, wo unter anderem Bruno Snell zu seinen Schülern zählte.
Zum 1. Juli 1917 ging Hölk als Direktor an das Gymnasium Philippinum Marburg, wo er bis zu seiner Pensionierung am 31. März 1932 wirkte. Zugleich war er Vorsitzender des Wissenschaftlichen Prüfungsamtes der Universität Marburg. Am 17. Juli 1925 wurde er zum Honorarprofessur für Didaktik der Alten Sprachen an der Universität Marburg ernannt, eine der ersten Professuren dieser Art. Seit dem Wintersemester 1932/33 war er mit der Abhaltung der Lateinischen Kurse zur Einführung in die Quellen des römischen Rechts beauftragt. Im Vorlesungsverzeichnis der Universität Marburg wird er bis zum Sommersemester 1944 geführt. Im November 1933 unterzeichnete er das Bekenntnis der deutschen Professoren zu Adolf Hitler.
Cornelius Hölk war verheiratet und hatte zwei Kinder. Der Archivar und Historiker Erwin Hölk (1904–1945) war sein Sohn.

## Schriften (Auswahl)
- De acusmatis sive symbolis Pythagoricis. Kiel 1894 (Dissertation)
- Kriegsreden. Lüneburg 1917
- Gymnasium und Einheitsschule. Marburg 1919
- Paul Cauer zum Gedächtnis. In: Das humanistische Gymnasium. Band 33 (1922), S. 2–7
- Zur Schulreform. Auszug eines Vortrages. In: Das humanistische Gymnasium. Band 36 (1925), S. 68–74
- Erinnerungen an Erwin Rohde. In: Cimbria. Beiträge zu Geschichte, Altertumskunde, Kunst und Erziehungslehre. Dortmund 1926, S. 37–41
- Das Gymnasium Philippinum zu Marburg. Rede, gehalten bei der 400jährigen Jubelfeier am 30. Mai 1927. Marburg 1927